# Roger Säljö
Roger Säljö (* 2. April 1948) ist ein schwedischer Psychologe und war Hochschullehrer für Pädagogische Psychologie an der Universität Göteborg.

## Leben
Säljö promovierte 1975 mit einer Dissertation über den Zusammenhang von Aufgabenverständnis und Lernen. Mit drei anderen Forschern bildete er die INOM-Gruppe, die 1977 das Buch Learning and Understanding veröffentlichte, das international sehr anerkannt wurde. Er nahm eine soziokulturelle Perspektive auf menschliches Lernen und die Entwicklung ein.
Saljö interviewte 90 erwachsene Lerner, was sie unter Lernen verstünden. Es gab erhebliche Differenzen mit fünf Haupttypen:
– ein quantitativer Wissenszuwachs, 'viel zu wissen',
– eine Gedächtnisleistung, Informationen wiederzugeben,
– Erwerb von Fakten, Fähigkeiten und Methoden, die, wenn notwendig, zur Verfügung stehen,
– Sinnsuche oder Bedeutungsabstraktion, Beziehungen zwischen sich und der Welt herzustellen,
– Interpretation und Verstehen der Realität in einer neuen Weise.
Säljö leitete die European Association for Research on Learning and Instruction (EARLI) von 2005 bis 2007. Seit 2012 ist er Fellow der International Academy of Education (IAE). In Göteborg leitete er das nationale Linnaeus Centre for Research on Learning, Interaction and Mediated Communication in Contemporary Society (LinCS). Roger Säljö begründete die wissenschaftliche Zeitschrift Learning, Culture and Social Interaction mit.

## Schriften
- Qualitative differences in learning as a function of the learner's conception of the task. Dissertation. Göteborg 1975.
- Learning and Understanding. 1982, ISBN 91-7346-106-7.
- (Hrsg.): The Written World: Studies in Literate Thought and Action (= Springer Series in Language and Communication. Band 23). 1988, ISBN 3-540-18145-8.
- Lärande: en introduktion till perspektiv och metaforer. Gleerups, Malmö 2015, ISBN 978-91-40-68826-2.
- T. Hillman, R. Säljö: Learning, knowing and opportunities for participation: Technologies and communicative practices. In: Learning, Media and Technology. Band 41, Nr. 2, 2016, S. 306–309

## Einzelbelege
1. ↑  Roger Säljö: The Concept of Learning | Learning and Learning Organization. Abgerufen am 28. Dezember 2021.

| Personendaten    | Personendaten           |
| ---------------- | ----------------------- |
| NAME             | Säljö, Roger            |
| KURZBESCHREIBUNG | schwedischer Psychologe |
| GEBURTSDATUM     | 2. April 1948           |